# Моховська сільська рада
Моховська́ сільська рада (рос. Моховской сельский совет) — сільське поселення у складі Алейського району Алтайського краю Росії.
Адміністративний центр — село Моховське.

## Населення
Населення — 857 осіб (2019; 983 в 2010, 1218 у 2002).

## Склад
До складу сільської ради входять:
| Населений пункт       | Населення, осіб (2002) | Населення, осіб (2010) |
| --------------------- | ---------------------- | ---------------------- |
| Моховське, село       | 1070                   | 879                    |
| Чернишевський, селище | 148                    | 104                    |